# Bishop
Bishop (Lucas Bishop Williepondt) es un personaje ficticio que aparece en los cómics estadounidenses publicados por Marvel Comics, en particular los títulos asociados con los X-Men. Fue creado por Jim Lee y Whilce Portacio. Apareció por primera vez en Uncanny X-Men vol. 1 # 282 en 1991.
Aparece por primera vez como miembro de Xavier's Security Enforcers (XSE), una fuerza policial mutante de un futuro distópico del Universo Marvel. Viaja hasta el siglo XX y se une a los X-Men, un equipo que solo conocía como leyendas. Bishop experimenta dificultades para adaptarse a las normas del período de tiempo.
Bishop hizo apariciones frecuentes en la serie animada X-Men de los años noventa. Bishop es retratado por Omar Sy en la película de 2014 X-Men: días del futuro pasado.

## Historial de publicaciones
Creado por Whilce Portacio y John Byrne, el personaje apareció por primera vez en Uncanny X-Men #282 (noviembre de 1991).
Bishop tenía cuatro series limitadas. La primera serie es la serie homónima Bishop, en la que siguió y luchó contra Mountjoy. La serie se publicó en cuatro números, desde diciembre de 1994 hasta marzo de 1995.
La segunda serie protagonizada por Bishop es XSE, que mostró su pasado (futuro). La miniserie de cuatro números se emitió desde noviembre de 1996 hasta febrero de 1997. En 1998, la serie recibió una secuela titulada Bishop: Xavier's Security Enforcers. La secuela es una miniserie de tres números, que se desarrolló de enero a marzo del año 1998.
También se asoció con Gambito para oponerse a Stryfe en Gambit and Bishop: Sons of the Atom, de ocho números. La serie se emitió en el año 2001. También protagonizó la serie Bishop: The Last X-Man (1999-2001), en la que quedó atrapado en otra línea de tiempo alternativa. La serie de catorce números se publicó desde agosto de 1999 hasta enero de 2001.
Apareció regularmente en Distrito X (2004-2005), un procedimiento policial ambientado en un gueto mutante en la ciudad de Nueva York. Fue elegido como un oficial de policía en la «ciudad mutante» de la ciudad de Nueva York, pero la serie fue cancelada después de catorce números. También protagonizó Mutopia, la serie de House of M.
El escritor Sam Humphries reveló en una entrevista que Bishop regresaría a nuestra línea temporal y sería uno de los primeros enemigos de la nueva encarnación de Uncanny X-Force.

## Biografía ficticia

### Primeros años
Nacido cerca de 80 años en el futuro del Universo Marvel, Bishop era el hijo de aborígenes mutantes refugiados que huyeron de Australia a Estados Unidos un día antes de que fuera devastada por un ataque nuclear. Se crio en un campo de concentración mutante en la escuela de la rebelión de Summers, un levantamiento en el que los mutantes y los seres humanos se unieron para destruir a los Centinelas. Bishop tiene una distintiva marca con la letra «M» sobre su ojo derecho, que se utilizaba para identificar mutantes en su época. Después de que sus padres fueron asesinados, Bishop fue recogido por un hombre llamado LeBeau, también llamado El Testigo, que presuntamente fue el último hombre que vio a los legendarios X-Men vivos. De acuerdo con LeBeau, la abuela adoptiva de Bishop (quien pudo haber sido Tormenta), llevó a Bishop lejos de él. Bishop y su hermana menor, Shard, fueron posteriormente criados por su abuela dentro de un campo de concentración en Brooklyn.
La abuela de Bishop le enseñó muchas leyendas de los X-Men, que eran antiguos aliados suyos. En su lecho de muerte, hizo jurar a Bishop proteger a Shard. Después de la rebelión, los mutantes son «emancipados» y enviados fuera de los campos para valerse por sí mismos. Bishop y Shard, que eran solo unos niños, se quedaron solos. Ellos vivían en las calles, robando para sobrevivir hasta llegar bajo el cuidado de un amigo de la familia, un veterano de guerra llamado Hancock. Hancock se dio a la tarea de criar a los dos.
Un día, Bishop encontró un grupo de mutantes anti-humanos llamados los Exhumes. Cuando Hancock fue asesinado, Bishop y Shard se unieron a la XSE (Xavier Security Enforces), una especie de policía mutante. Bishop se superó para convertirse en el oficial más joven de la XSE.
Durante una clase de entrenamiento, los instructores de Bishop y de algunos de sus compañeros fueron atacados y asesinados. Bishop reunió a los supervivientes y dirigió la lucha contra los asaltantes hasta que llegaran refuerzos. Bishop sube poco a poco las filas de la XSE hasta que fue su comandante.
Mientras estaba en una misión para acabar con un nido de Emplates, mutantes vampiros que se alimentan de la médula ósea, Shard fue herida de gravedad. Bishop se fue a dar testimonio en busca de ayuda. El Testigo, entonces encarcelado en el edificio New York Stark Fujikawa, se comprometió a transferir la esencia de Shard en una matriz holográfica, si Bishop trabajaba para él durante un año. Bishop estuvo de acuerdo, dejando a la XSE por un tiempo.
Inmediatamente después de su reinstalación como comandante en la XSE, Bishop y su grupo XSE, el «Escuadrón Omega», conformado por él mismo y los mutantes Malcom y Randall, capturaron a Trevor Fitzroy, un asesino exmiembro de la XSE, persiguiéndole en las ruinas del Instituto Xavier. Una vez allí, Bishop descubrió una grabación dañada de la x-woman Jean Grey donde solicitaba ayuda. Bishop tuvo la sospecha de que su antiguo amo, El Testigo, debió de ser más que un simple testigo de la caída de los X-Men. Probablemente él estuvo detrás de su muerte.

### X-Men
Fitzroy escapó de la prisión y utilizó sus poderes para viajar en el tiempo, específicamente al presente, donde se alió con el equipo de villanos Upstars. Más tarde, Fitzroy utilizó al equipo de jóvenes mutantes, los Hellions, para robarles su fuerza vital para abrir un portal del tiempo y traer al presente a otros noventa y tres mutantes criminales condenados a cadena perpetua. Los que Fitzroy no imaginaba es que Bishop y el Escuadrón Omega aparecieron en uno de sus portales, justo en el momento en que Fitzroy se enfrentaba a los X-Men. Bishop y el Escuadrón Omega, confundidos, se enfrentaron a los X-Men. Lograron sancionar a los criminales, pero no consiguieron atrapar a Fitzroy. Bishop inicialmente no creyó que los X-Men fueran reales. En su búsqueda de Fitzroy y de otros criminales, Bishop volvió a enfrentar a los X-Men. Malcolm y Randall, los dos miembros de su Escuadrón Omega, murieron asesinados por uno de los hombres de Fitzroy y Bishop resultó herido. Bishop fue llevado a la Mansión-X y el Profesor Charles Xavier le ofreció un lugar con los X-Men, siendo puesto bajo el tutelaje de Tormenta en el Equipo Dorado. Cuando conoció a Gambito, Bishop lo reconoció como posiblemente una versión más joven de El Testigo y lo acusó abiertamente de ser un presunto traidor de los X-Men.
Más tarde, cuando el hijo loco del Profesor Xavier, el mutante Legión, se fue atrás en el tiempo para asesinar a Magneto, Bishop fue uno de los X-Men enviados a detenerlo. Cuando fracasaron, y Legión mató accidentalmente al Profesor Xavier, Bishop fue el único superviviente (por ser un viajero del tiempo), que permaneció «intacto» cuando la historia se modificó por la paradoja temporal y se convirtió en la Era de Apocalipsis. Con ayuda de Magneto, Bishop fue indispensable para corregir este error temporal, viajando de nuevo en el tiempo para evitar el asesinato de Xavier a manos de Legión. Después de que la línea de tiempo se restablecerá, Bishop recibió algunos de los recuerdos inquietantes de su homólogo de la Era del Apocalipsis.
Poco después, el traidor de los X-Men que Bishop había vaticinado finalmente se reveló: El Profesor Xavier en forma de Onslaught. El conocimiento de Bishop sobre el futuro fue lo único que detuvo la embestida de Onslaught sobre los X-Men. Cuando Onslaught disparó una explosión masiva de energía psiónica a los distraídos X-Men, Bishop se lanzó delante de ellos y absorbió la explosión que los habría matado. Bishop perdió el conocimiento después de la absorción de la explosión, pero se recuperó pronto. Hizo las paces con Gambito, que no era el traidor, después de todo.
En una misión en el espacio profundo para detener a los alienígenas Phalanx, que atacaban el Imperio Shiar, Bishop se separó del resto de los X-Men. Fue engañado y manipulado por la princesa shi'ar Ave de Muerte y entró en una relación romántica con ella. Ellos vivieron algunas aventuras lejos, en el espacio. Ellos vuelven a la Tierra cuando Ave de Muerte es elegida por el mutante Apocalipsis como uno de sus nuevos Jinetes. El mismo Bishop fue secuestrado por Apocalipsis como uno de Los Doce, mutantes que supuestamente eran su obstáculo para la dominación mundial. En la batalla entre los X-Men y Apocalipsis, Bishop termina envuelto en energías cronales y regresa a su línea temporal.
En su línea temporal, Bishop una vez más enfrentó a su némesis, Trevor Fitzroy, que ahora se hacía llamar Chronnomancer. Con ayuda de un equipo conocido como Xavier Underground Enforces, Bishop finalmente destruyó a su nemesis y volvió al presente.

### X-Treme X-Men, Distrito X y Civil War
Bishop fue un miembro fundador del equipo de X-Men de Tormenta, los X-Treme X-Men, cuya misión era la búsqueda de los «libros de la verdad», los diarios de la mutante vidente Destiny, que contenían importante información sobre el futuro de los X-Men.  A pesar de que los X-Men descubrieron que los diarios eran inciertos, el equipo se mantuvo unido durante un tiempo. Bishop se convirtió en segundo al mando del equipo cuando el grupo se convirtió en una especie de policía conocida como las X-Tremas Sanciones Ejecutivas. Entre otras cosas, ellos ayudaron a descubrir el intento de asesinato contra Emma Frost a manos de Esme, una de las Stepford Cuckoos.
Más tarde, los X-Treme X-Men vuelven a la Mansión-X. Bishop se unió a la Oficina Federal de Investigaciones (FBI), y apareció regularmente en el Distrito X, un procedimiento policial conjunto en un barrio mutante del gueto de Nueva York. Distrito X, o «Ciudad Mutante», tuvo una alta densidad de población. También fue una zona pobre con altos índices de criminalidad. Bishop fue asignado a la zona a fin de resolver delitos relacionados con mutantes.
Bishop fue uno de los 198 mutantes que retuvieron sus poderes cuando la Bruja Escarlata diezmo a la población mutante del planeta.
Durante la Civil War entre super héroes, los «198» mutantes refugiados en la Mansión X, escapan. Bishop discute con Cíclope sobre haber permitido su fuga, y manifiesta su temor de lo que puede deparar el futuro. Valerie Cooper y Iron Man eligen a Bishop para actuar contra los «198». El general Demetrius Lazer traicionó a los «198» e intento matarlos con la explosión de una bomba. Después de rescatarlos, Bishop dejó a los X-Men. Bishop se encontró entre las fuerzas pro-registro de Iron Man que custodiaban la prisión de la Zona negativa.

### Captura de la mutante mesías
Un acontecimiento revitalizó la línea de tiempo de Bishop como un futuro viable: el nacimiento de la primera niña mutante desde el Día-M. Bishop tiene visiones (manipuladas) en las que ve a la pequeña mutante como una amenaza para la raza mutante en el futuro y decide exterminarla. Sin embargo, antes de que pudiera tener éxito, su plan fue frustrado por los Merodeadores, que escaparon con el bebé para entregarlo a su líder: Mr. Siniestro. La visión de Bishop tuvo un motivo: el Hombre Múltiple y Layla Miller encontraron en una misión a uno de los posibles futuros del planeta (80 años en el futuro) en el cual el nacimiento de la niña provocará la Sexta Guerra Mundial y el gobierno de los EE. UU. encarcela a todos los mutantes en campos de concentración, donde Bishop nace, crece, y ve a sus padres muertos. En la lucha decisiva de los X-Men contra los Merodeadores, Bishop encontró a Cable tratando de escapar con la bebé, y los dos luchan. Ambos mutantes son luego atacados por el Predator X, quien violentamente arranca el brazo derecho a Bishop. Bishop cauteriza su hombro desgarrado e intentó derribar de un tiro a Cable, pero el tiro falla y golpea el Profesor Xavier en su lugar. Bishop logró escapar de los X-Men antes de que estos tomaran represalias. Bishop decide seguir a Cable con la bebé cuando este emprende un viaje en el tiempo con ella.
Después de varios fracasos en tratar de matar a la niña mutante, (ahora llamada Hope), Bishop solicita la ayuda de Stryfe, prometiéndole que le ayudara a matar a Apocalipsis y a Cable. Stryfe y Bishop viajan a una época donde encuentran a Apocalipsis debilitado y lo destruyen. Stryfe construye un imperio mediante la tecnología Celestial y Bishop se convierte en su mano derecha. Stryfe sin embargo, frustra el plan de Bishop cuando enfoca a Hope como su heredera. Cable logra rescatar a Hope y escapar una vez más. Bishop se escapa a un «futuro cercano» del siglo XXI, reconstruye su brazo, y prometió encontrar a Hope una vez más.
Después de varios años de no poder matar a Hope, Bishop finalmente la encuentra poco antes de que regresen al presente. Durante la batalla, Bishop se las arregla para noquear a Cable. En un arranque de ira, los poderes de Hope despiertan y noquean a Bishop. Cable y Hope toman su máquina del tiempo y lo dejan varado. Bishop les sigue hasta el presente. Mientras Bishop combate a Hope, Cable se las ingenia para arreglar un dispositivo temporal y sujetar a Bishop. Cable activa el dispositivo y lo deja varado en el año 6700.

### Regreso al presente
Bishop regresa al presente tras un tiempo de ausencia. Aparece en la ciudad de Los Ángeles, California. Combate contra los miembros de la nueva Fuerza-X, revelándose que estaba siendo poseído por el Demonio Oso (una entidad que alguna vez aterrorizó a Danielle Moonstar de los Nuevos Mutantes). Después de un largo conflicto, Psylocke logra sacar al demonio fuera de la mente de Bishop. Bishop cayó en coma como consecuencia de su terrible experiencia. Bishop estuvo ausente en el siglo LXVIII, y aparentemente fue manipulado por un grupo de demonios extremistas conocidos como Los Resucitados, quienes de alguna manera estuvieron manipulándolo durante los últimos tiempos y planean una guerra con la humanidad. El oso demonio, en realidad fingía ser un protector de Bishop. Bishop con ayuda de Fuerza-X, decide detenerlos antes de que inicien su guerra con la humanidad. Bishop descubrió que estos Resucitados, no eran otra cosa más que Mummudrais, una raza de parásitos extraterrestres dirigidos por la malvada Cassandra Nova.
Bishop fue finalmente rastreado por Hope. Manipulada por el villano Stryfe, Hope estuvo a punto de matar a Bishop como consecuencia de haber arruinado su infancia con sus persecuciones. Afortunadamente para Bishop, Cable y la Fuerza-X lograron derrotar a Stryfe. El mismo Bishop salvó la vida de Hope como una muestra de su genuino arrepentimiento. Tras la batalla, Fuerza-X se desintegró. Bishop estuvo un largo periodo en estado catatónico recuperándose.
Después de su convalecencia, Bishop se mantuvo fuera de acción, investigando y recopilando información sobre las distintas líneas temporales. Mientras estaba en Londres, Bishop recibe una señal de socorro de la x-woman Psylocke. Bishop acude a su llamado en Londres y termina reuniéndose con varios X-Men para confrontar al Rey Sombra, quién tiene prisionera la mente del Profesor Xavier en el plano astral.
Más tarde, Bishop recibió una advertencia (aparentemente de parte de la versión juvenil de Cable) sobre un evento inminente que tendría consecuencias catastróficas en la línea de tiempo de los X-Men. Su investigación lo lleva al laboratorio del villano Sugar Man, donde Bishop tuvo una rápida confrontación con el asustado villano antes de ser golpeado y quedar inconsciente. Cuando Bishop se despertó, Sugar Man estaba muerto con su cuerpo dividido en dos. Poco después, se reveló que el evento del que el joven Cable le advirtió, fue el regreso de Nate Grey. Nate usó todos sus poderes para remodelar el mundo a su imagen, un mundo donde los X-Men ya no existen. Los X-Men (incluyendo a Bishop), desaparecen sin dejar rastro de su paradero.

### Age of X-ManyAmanecer de X
En una realidad alterna creada por Nate Grey, Bishop es un miembro de los X-Men de este nuevo mundo, pero en esta nueva realidad no se pueden tener relaciones sentimentales así que, ya que Bishop tenía una relación con Jean Grey fue arrestado y enviado a una sala de peligro (en este universo las salas de peligro son las prisiones). Bishop hace alianzas en la sala de peligro con antiguos miembros de los X-Men., al final del evento Bishop y todos sus aliados volvieron al universo principal.
Bishop se convierte en un miembro de los Merodeadores, junto a Kitty Pryde, Tormenta y otros más. Ellos se encargan de transportar a los mutantes que no pueden se pueden transportar por los portales de Krakoa.

## Poderes
Bishop es un mutante con una habilidad que le permite absorber todas las formas de energía radiante o conductores que se dirigen hacia él y liberar esa energía de sus manos. Esta energía es pasiva, permitiendo a Bishop absorber energía en todo momento.
Cuando se libera la energía, se puede liberar de muchas formas diferentes, por lo general como explosiones de energía biocinética. Bishop también puede almacenar la energía absorbida dentro de sus reservas personales, con lo cual la energía aumenta su fuerza y su capacidad de recuperación, así como proporcionándole una medida de invulnerabilidad. También es capaz de absorber la energía mágica y las energías psíquicas.

## Versiones alternativas

### Ultimate Bishop
Bishop es un viajero del tiempo y enemigo de Cable.

## Apariciones en otros medios

### Televisión
- Bishop aparece en la serie de X-Men (voz de Philip Akin).[35]En su primera aparición, viaja en el tiempo para detener el asesinato del Senador Kelly e impedir que ocurra la línea temporal del Días del Futuro Futuro (con Bishop asumiendo el papel de Kitty Pryde en la versión cómic de este cuento). Bishop cree que Gambito es el asesino, pero más tarde se revela que Mystique intenta el asesinato bajo el disfraz de Gambito. Al regresar a su propio tiempo, después de salvar a Kelly, encuentra al mundo infectado con una mortífera plaga. Él regresa en un episodio posterior para detener la propagación de tecno-orgánica del virus de Apocalipsis, sino que también se enfrenta a Cable de la resistencia, que sabe que el virus es necesario, ya que creará anticuerpos necesarios para la estabilización del código genético mutante. Más tarde, aparece en una serie de episodios en los que él y su hermana viajan a tiempo para evitar que Trevor Fitzroy mate a un joven Charles Xavier en el pasado, causando una constante guerra entre los mutantes y los humanos en la época de los X-Men. El tiempo que los viajeros eventualmente consiguen salvar a Xavier, pero Bishop está atrapado en el Eje del Tiempo durante el intento de Apocalipsis de controlar todo el tiempo en los episodios «Más allá del bien y el mal». Después de que Apocalipsis sea derrotado, Bishop consigue abandonar el Eje del Tiempo.
- Bishop aparece en X-Men '97, con la voz de Isaac Robinson-Smith.[36]A partir de esta serie, se unió a los X-Men.
- Bishop aparece en la serie de Wolverine and the X-Men (voz de Kevin Michael Richardson).[37]Aparece como miembro del futuro de los X-Men del Profesor X en el futuro dominado por los Centinelas y fue entrenado por Wolverine a una edad temprana.[38]

### Cine
- Bishop aparece en X-Men: días del futuro pasado interpretado por el actor francés Omar Sy.[39] El primer video de Sy como Bishop apareció en el tráiler del 29 de octubre de 2013 para la película.[40] Se ve entre los mutantes que se han encontrado con el Profesor X y Magneto en un monasterio chino abandonado. En la postura final contra los Centinelas, Bishop es asesinado cuando los Centinelas sobrecargan sus capacidades de absorción de energía y explota. Estos eventos son borrados más tarde por la alteración de la línea de tiempo.

### Videojuegos
- Es un personaje jugable en X-Men: Next Dimension
- Una versión más joven de Bishop hace un cameo en X-Men Legends
- Bishop aparece como personaje jugable en el videojuego X-Men Legends II: Rise of Apocalypse
- Es un personaje reclutable en el juego Marvel: Avengers Alliance
- Bishop aparece en Marvel: Ultimate Alliance 2
- Bishop aparece en Marvel Heroes como un NPC.
- Bishop es un personaje jugable en el videojuego para dispositivos móviles Marvel Contest of Champions.
- Bishop es un personaje jugable en el juego para dispositivos móviles Marvel Future Fight.
- Bishop es una carta jugable en el videojuego para dispositivos móviles Marvel Snap.
- Bishop es un personaje jugable en el juego Marvel Strike Force siendo el damage dealer y tank de los astonishing x-men.